# My Sweet Land
My Sweet Land é um documentário de 2024 escrito, coproduzido, editado e dirigido por Sareen Hairabedian. Ele acompanha Vrej, de 11 anos, que vive em Nagorno-Karabakh, cuja vida toma um rumo repentino quando a guerra irrompe e ele é forçado a fugir.
Teve sua estreia mundial no Sheffield DocFest em 13 de junho de 2024.

## Sinopse
Vrej, de 11 anos, mora em Nagorno-Karabakh, sua vida toma um rumo repentino quando a guerra irrompe e é forçado a fugir. Mais tarde, ele retorna e deve aprender os costumes da guerra para defender sua terra natal.

## Produção
Em 2018, Sareen Hairabedian conheceu Vrej em Nagorno-Karabakh, durante uma viagem de pesquisa, para conhecer filhos de casais que se casaram em massa em 2008, a fim de povoar a região. Hairabedian queria contar a história através dos olhos de uma criança, a fim de se concentrar nos aspectos humanitários e humanos.

## Lançamento
O filme teve sua estreia mundial no Sheffield DocFest em 13 de junho de 2024. Também foi exibido no DOC NYC em 16 de novembro de 2024.